# Саргіс II Джакелі
Саргіс II Джакелі (груз. სარგის II ჯაყელი; 1271 — 1334) — 3-й мтаварі Самцхе (Месхетії) у 1306—1334 роках.

## Життєпис
Син мтаварі Бека I та аристократки Маріне. Ще за життя батька з 1290-х років брав участь у військових кампаніях. 1303 року очолив військо, яке у битві біля Вашловані завдало поразки туркменам (кочовим тюркам) на чолі із Азат-Мусою, змусивши залишити межі Самцхе.
1306 року спадкував трон. Продовжував політику попередника, зберігаючи вірність ільханам та дотримуючись дружніх відносин з царями Східної Грузії. 1314 року виступив посередником між своїм небожем і ільханом Олджейту, завдяки чому Георгію було повернуто трон Східної Грузії. За це отримав від останнього посаду амірспаласара. У 1320-х роках допомагав цареві у протистоянні з монголами, втім поступово наміри Георгія V об'єднати Грузію зустріло в Саргіса II побоювання на свою владу.
Помер він 1334 року. Трон перейшов до його сина Кваркваре I.